# Max Blösch
Max Blösch (Olten, Solothurn kanton, 1908. június 27. – Solothurn 1997. augusztus 9.) olimpiai bronzérmes svájci kézilabdázó.
Részt vett az 1936. évi nyári olimpiai játékokon, amit Berlinben rendeztek. A kézilabdatornán játszott, és a svájci válogatott tagjaként bronzérmes lett.